# Années 1530 av. J.-C.
Les années 1530 av. J.-C. couvrent les années de 1539 av. J.-C. à 1530 av. J.-C.

## Évènements
- Vers 1530 av. J.-C.[1] : 
  - règne de Parattarna, roi du Mitanni[2]. Le Mitanni est alors une aristocratie guerrière mixte (Hourrites et envahisseurs Aryens), dominant une population agricole.
  - règne de Idrimi, roi d’Alalakh, en Syrie. Le roi d’Alep est chassé de la ville, sans doute du fait d’intrigues mitanniennes. Son fils Idrimi, qui n’est que le plus jeune prince, réfugié à Emar, réussira à reconstituer une force qui lui permettra quelques années après de reprendre pied à Alalakh mais non à Alep, qui restera possession mitannienne. Il devra cependant reconnaître un droit de regard à Parattarna, roi du Mitanni[2].
  - le roi de Kizzuwatna (Cilicie) Pilliya, après avoir traité avec les Hittites, reconnaît la suzeraineté de Parattarna[3].

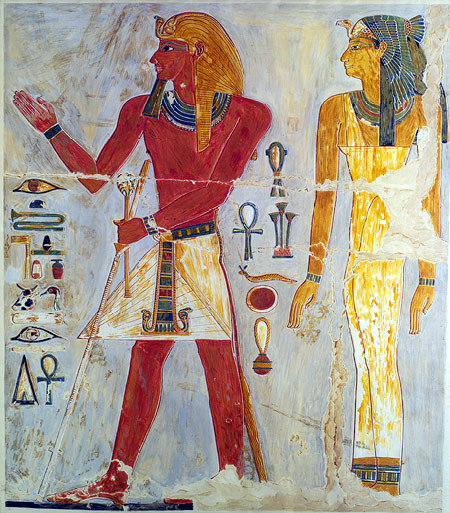
Thoutmôsis Ier et sa mère Séniséneb. Facsimilé d'un relief du temple d'Hatchepsout sur le site de Deir el-Bahari

- 1539 av. J.-C. : date présumée du début du règne d’Ahmôsis selon l’égyptologue Rolf Krauss.